# 文書主義
文書主義（ぶんしょしゅぎ）とは、主に行政機関が、その意思決定に至る過程並びに事業の実績を合理的に跡付けを、後から検証することができるように、事務及び事業の内容を文書にする事。または文書にする事を定める義務。文書にすることを明文化または成文化という。民間においても、企業など組織の活動の中で文書主義が重要視されている。商取引等の存在を証明する証拠として、契約書等の文書を作成すること。立法の分野においては法律を成文化したものを成文法という。

## 概要
マックス・ヴェーバーが官僚制の研究の中で指摘した、合理的管理様式として文書主義がある。
日本では、2009年6月24日に成立した公文書等の管理に関する法律が「公文書」の管理方法を定めている。また、1993年（平成5年）成立の行政手続法の第7条には申請書の記載事項に不備がない事、申請書に必要な書類が添付されている事を形式的審査の基準に例示していることから、行政手続法は文書主義を前提とした法令である事が窺える。

## 文書主義の段階
文書主義は、事務及び事業の段階に応じて文書を作成する義務が定められる。
- 行政機関の意思決定及び事務事業の実績に関する文書主義

諸活動の正確性の確保、責任の明確化、適正かつ効率的な運営等の観点から重要。法令の制定や閣議案件については、その立案経緯・過程に応じ、最終的な決定内容のみならず、経緯・過程について、文書を作成することが必要である。
- 諸活動の成果を適当と認める段階での文書主義

例、断続的に行われた相談への対応について、最後の相談が終了した後に、途中経過を含めて文書を作成する。
- 処理に係る事案が軽微なものである場合

文書主義の例外としてもよいとされる。

## 文書主義の弊害
文書主義の逆機能として繁文縟礼がある。

## 私文書の文書主義（要式行為など）
- 遺言（要式行為）
- クーリングオフ（特定商取引に関する法律など）
- 重要事項説明書（宅地建物取引業法など）

等

## 司法における文書主義
- 訴状（民事訴訟法131条）「訴えの提起は、訴状を裁判所に提出してしなければならない。」

等
但し、司法の分野では口頭弁論など、口頭主義も見られる。

## 文書の保護
- 文書偽造罪 - 文書に対する公共の信用が保護法益である

## 日本の行政機関の文書主義の歴史
- 大宝元年（701年）「大宝律令」 - 元号を使う、印鑑を押す、定められた形式に従って作成された文書以外は受理しないこと等々の、文書と手続きの形式を重視した文書主義が導入された
- 公文所 - 古代・中世において公文（公文書）の管理が行われた組織
- 明治5年（1872）太政官達「司法職務定制」 - 司法代書人の定め（現在の司法書士に繋がる）
- 大正9年（1920）代書人取締規則が内務省の省令として発令 - 行政代書人の定め（現在の行政書士に繋がる）
- 平成5年（1993年）「行政手続法」 - 行政上の手続についての一般法
- 平成21年（2009年）「公文書等の管理に関する法律」 - 年金記録問題等ずさんな公文書の管理が明らかとなり、福田康夫内閣総理大臣が法制化を指示

## 日本の文書主義を定めた法令
- 行政手続法（平成五年十一月十二日法律第八十八号）
- 公文書等の管理に関する法律（平成二十一年七月一日法律第六十六号）
- 公文書等の管理に関する法律施行令（平成二十二年十二月二十二日政令第二百五十号）